# Immunity (álbum de Jon Hopkins)
Immunity (en español: Inmunidad) es el cuarto álbum de estudio del compositor-productor inglés Jon Hopkins. Fue publicado el 3 de junio de 2013 a través del sello discográfico independiente Domino Records de manera internacional, y un día después en Estados Unidos.
El álbum recibió aclamación crítica universal y una exposición gradualmente mediática, apoyado por el boca a boca, logrando una nominación para el Premio Mercury de ese año.

## Concepto
Luego de la publicación de su álbum Insides, estuvo colaborando con Brian Eno y Leo Abrahams en Small Craft on a Milk Sea en 2010, y con King Creosote en Diamond Mine al año siguiente. Fue durante la producción de este último álbum, donde la mayoría de canciones eran producidas con sonidos tranquilos y tenues, algo que Hopkins comenta haber estado desesperado por hacer algo de ruido.
Al reflexionar sobre el sonido más bailable, considera sus presentaciones en discotecas y como acompañante de DJs durante la promoción de Insides como una influencia importante al crear tonos hipnóticos. A pesar de contener aspectos más típicos de la música dance, expresaba en una entrevista con Los Angeles Times que las canciones en el álbum no eran «suplementos de fiesta», tratando al proyecto como una narrativa.

## Composición
Según Hopkins, el proceso de composición para Immunity fue desde finales de 2010 hasta inicios de 2012. El álbum comienza con «We Disappear», la cual incluye sonidos de un arco de violín subiendo y bajando sobre la escala harmónica, combinando su voz cantada con los dos violinistas para fuese casi imperceptible, parecido a un coro. El riff inicial de «Open Eye Signal» fue creado en un Korg MS-20 de 1979, tomando cuatro meses en pulirlo, debido a lo complejo de los cambios graduales de sonido presente en la canción.
En «Collider», el sonido de bombo fue resultado de una grabación suya con un high tom ralentizada. Sobre «Abandon Window» y su piano disolvente fue resultado del producto Eventide, en particular una versión retocada del sonido Angel Echoes. Hopkins comenta que su uso en Immunity no es tan frecuente como en Insides, buscando distanciarse de los sonidos más reconocibles de Brian Eno, quién había utilizado Eventide en sus álbumes con U2 y en Apollo: Atmospheres and Soundtracks. Una versión inicial de «Abandon Window» aparece en el álbum recopilatorio For Nihon (2011), donde las ganancias fueron donadas para el Japan Earthquake Relief Fund, una campaña fundada para ayudar al país japonés luego de los eventos trágicos ocurridos en marzo.

## Grabación
Hopkins menciona que a diferencia de Insides, que fue grabado en sesiones dispersas, el material en Immunity fue producido de manera ininterrumpida en 2012, en su mayoría fue extraído de su casa y su estudio vecino Cafe Music, mientras que algunos pianos fueron grabados en Sídney. Durante una pausa en el tramo final de grabaciones, tuvo un cameo en la preproducción del álbum Ghost Stories de Coldplay, donde una pista incompleta suya fue crucial para la banda, sirviendo de base para «Midnight». En una analogía hecha por Hopkins sobre las extensas grabaciones, comenta “para Immunity me sentía como un atleta cojeando en la línea de meta”. Dentro de las colaboraciones vocales, estuvieron presente King Creosote en la canción homónima, y Lisa Elle de Dark Horses en «Collider» y «Sun Harmonics».

## Promoción
El álbum fue anunciado en marzo de 2013 a través de un comunicado de Domino Records, junto a un tráiler visual creado por Craig Ward. En cuanto al material promocional, fue un esfuerzo grupal entre Ward, Hopkins y Linden Gledhill, cuyos trabajos de bioquímica con fotografía fue elegido como base, mostrando ocho cristales en distintos lapsos de tiempo bajo un microscopio.
Debido al éxito inesperado del álbum, Hopkins se embarcó en una gira extensa por 165 conciertos en un lapso de casi dos años, concluyendo en un show en Brixton. Luego de la gira, Hopkins volvió a enfocarse en otros proyectos, incluyendo un trabajo para la producción teatral de Hamlet en Londres. Un EP con versiones alternativas de canciones, Asleep Versions, fue publicado en 2014.

## Recepción

### Crítica
Immunity obtuvo reseñas generalmente positivas, recibiendo un puntaje acumulado de 83 sobre 100 en Metacritic. Un comentario presente en Mixmag destaca la producción «humana» detrás de las composiciones tecno y collages atmosféricos. Otras reseñas se enfocaron en la naturaleza cohesiva de las canciones, The Observer notando que a pesar de su duración de una hora se percibe como más una aventura épica, mientras que Philip Matusavage para musicOMH comenta que el álbum es una «rareza» al “ser un material hecho para ser escuchado en su totalidad”.

### Reconocimientos
| Publicación          | Lista                              | Posición | Ref.   |
| -------------------- | ---------------------------------- | -------- | ------ |
| BrooklynVegan        | 141 Best Albums of the 2010's      | 98       | [ 29 ] |
| Clash                | Top Albums of 2013                 | 32       | [ 30 ] |
| Drowned in Sound     | Favourite Albums of 2013           | 7        | [ 31 ] |
| The Guardian         | Best Albums of 2013                | 37       | [ 32 ] |
| The Line of Best Fit | Best Fit Fifty: Albums of 2013     | 8        | [ 33 ] |
| NME                  | 50 Best Albums of 2013             | 11       | [ 34 ] |
| PopMatters           | The 75 Best Albums of 2013         | 37       | [ 35 ] |
| Pitchfork            | The Top 50 Albums of 2013          | 37       | [ 36 ] |
| Pitchfork            | 2013 Readers Poll: Top 50 Albums   | 25       | [ 37 ] |
| Pitchfork            | The 50 Best IDM Albums of All Time | 37       | [ 38 ] |
| The Quietus          | Quietus Albums of the Year 2013    | 17       | [ 39 ] |
| XLR8R                | Best of 2013: Releases             | 1        | [ 40 ] |

## Lista de canciones
| N.º      | Título              | Duración |  |
| 1.       | «We Disappear»      | 4:50     |  |
| 2.       | «Open Eye Signal»   | 7:48     |  |
| 3.       | «Breathe This Air»  | 5:29     |  |
| 4.       | «Collider»          | 9:21     |  |
| 5.       | «Abandon Window»    | 4:57     |  |
| 6.       | «Form By Firelight» | 5:45     |  |
| 7.       | «Sun Harmonics»     | 11:54    |  |
| 8.       | «Immunity»          | 9:56     |  |
| 01:00:00 |                     |          |  |

| Bonus tracks digital |                                             |          |  |
| N.º                  | Título                                      | Duración |  |
| 9.                   | «Open Eye Signal (Happa Remix)»             | 6:03     |  |
| 10.                  | «Open Eye Signal (Lord of the Isles Remix)» | 7:28     |  |
| 11.                  | «Open Eye Signal (Luke Abbott Remix)»       | 6:55     |  |
| 12.                  | «Open Eye Signal (Nosaj Thing Remix)»       | 3:28     |  |
| 01:23:54             |                                             |          |  |

| 10th Anniversary |                                                               |          |  |
| N.º              | Título                                                        | Duración |  |
| 1.               | «Immunity (Asleep Version)» (con King Creosote)               | 6:23     |  |
| 2.               | «Form By Firelight (Asleep Version)» (con Raphaelle Standell) | 4:14     |  |
| 3.               | «Breathe This Air (Asleep Version)»                           | 3:13     |  |
| 4.               | «Open Eye Signal (Asleep Version)»                            | 11:02    |  |
| 5.               | «Abandon Window (Moderat Remix)»                              | 6:55     |  |
| 6.               | «Breathe This Air» (con Purity Ring)                          | 4:08     |  |
| 7.               | «We Disappear» (con Lulu James)                               | 4:16     |  |
| 8.               | «Open Eye Signal (George FitzGerald Remix)»                   | 5:38     |  |
| 9.               | «Collider (Pangaea Remix)»                                    | 7:01     |  |
| 01:52:50         |                                                               |          |  |

## Créditos y personal
Adaptados desde AllMusic.
- Jon Hopkins – Artista principal, composición, títulos.
- Tim Exile – Programación.
- Lee Walpole – Fuente de sonido.
- Cherif Hashizume – Ingeniería.
- Rik Simpson – Mezcla.
- Guy Davie – Masterización.
- Sarah Jones – Percusión.
- Lisa Elle – Voces.
- Vince Sipprell – Voces.
- Emma Smith – Violín, voces.
- Kenny Anderson (King Creosote) – Composición, voces.
- Rick Holland – Títulos.
- Mark Sutherland – Diseño.
- Matthew Cooper – Layout.
- Linden Gledhill – Arte.
- Craig Ward – Arte.

## Posicionamiento en listas
| Listas (2013)                                | Mejor posición |
| -------------------------------------------- | -------------- |
| Bélgica (Ultratop Flandes)                   | 64             |
| Bélgica (Ultratop Wallonia)                  | 184            |
| Escocia (Scottish Albums)                    | 76             |
| Estados Unidos (Top Dance/Electronic Albums) | 13             |
| Irlanda (Irish Albums)                       | 45             |
| Reino Unido (UK Albums)                      | 63             |
| Reino Unido (UK Dance Albums)                | 12             |
| Reino Unido (UK Independent Albums)          | 16             |